# Chiesa di Santo Stefano (Monteleone Rocca Doria)
La chiesa di Santo Stefano è un edificio religioso ubicato a Monteleone Rocca Doria, centro abitato della Sardegna nord-occidentale.
Edificata entro la metà del XIII secolo e consacrata al culto cattolico, è sede dell'omonima parrocchia e fa parte della diocesi di Alghero-Bosa.

## Galleria d'immagini

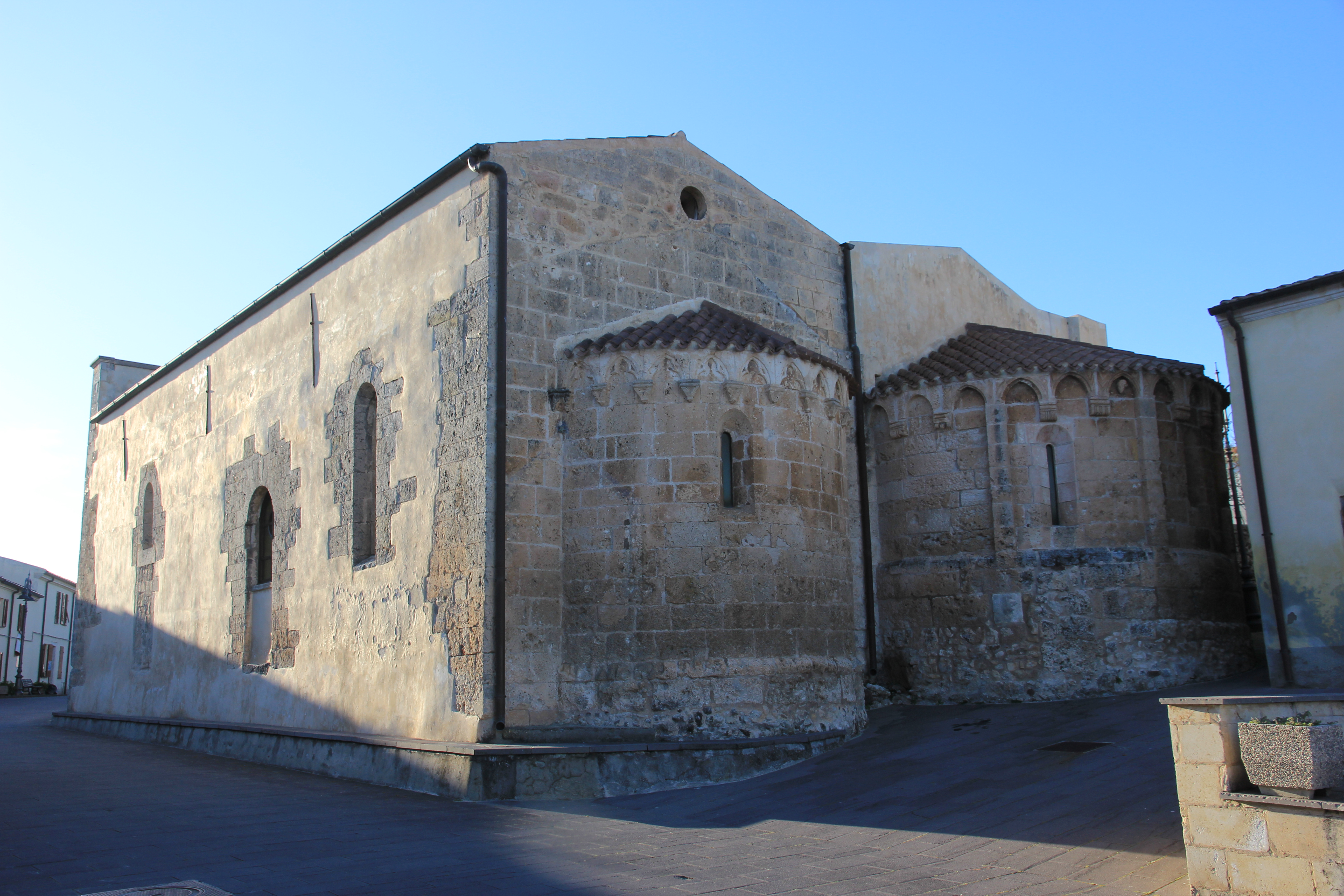
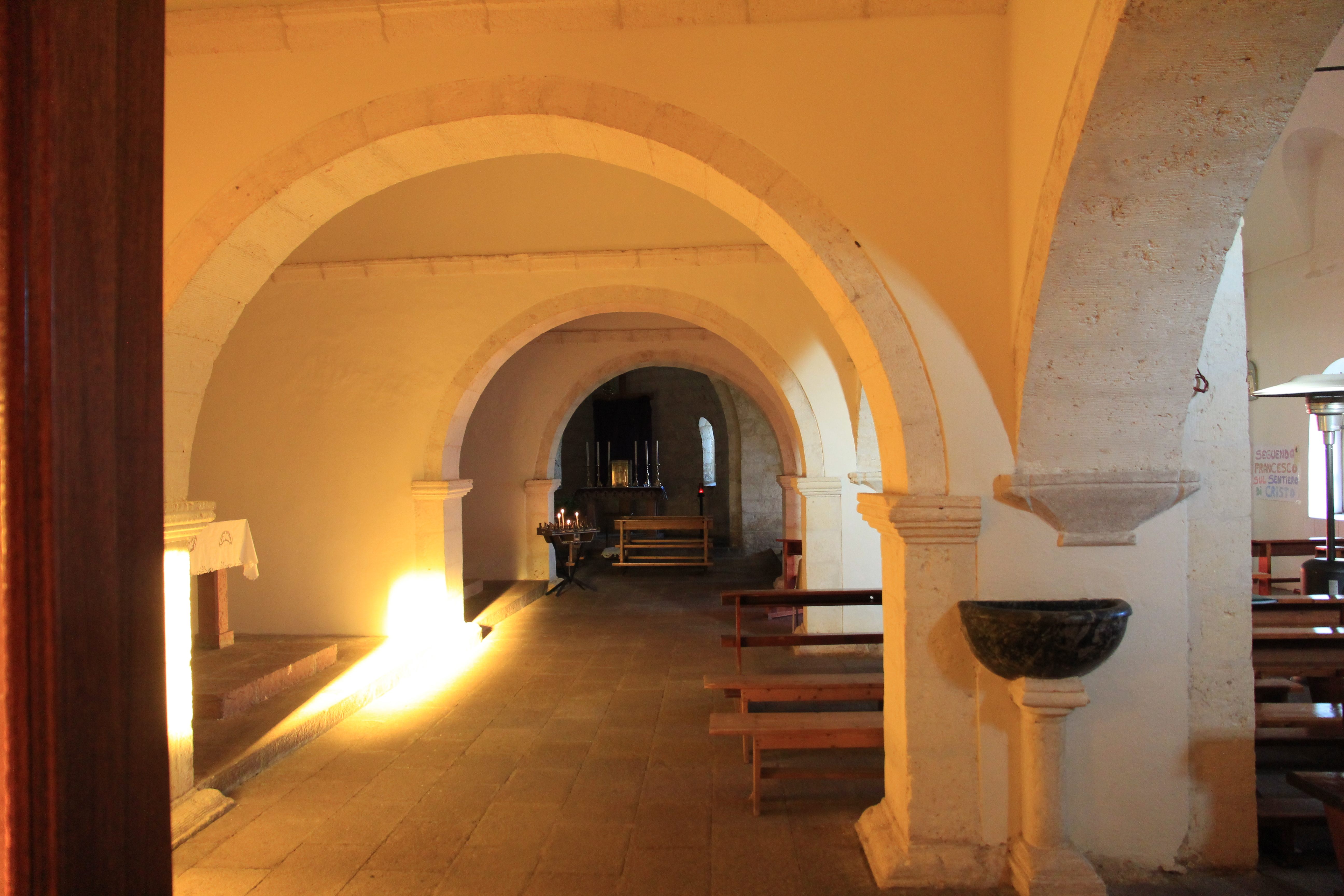
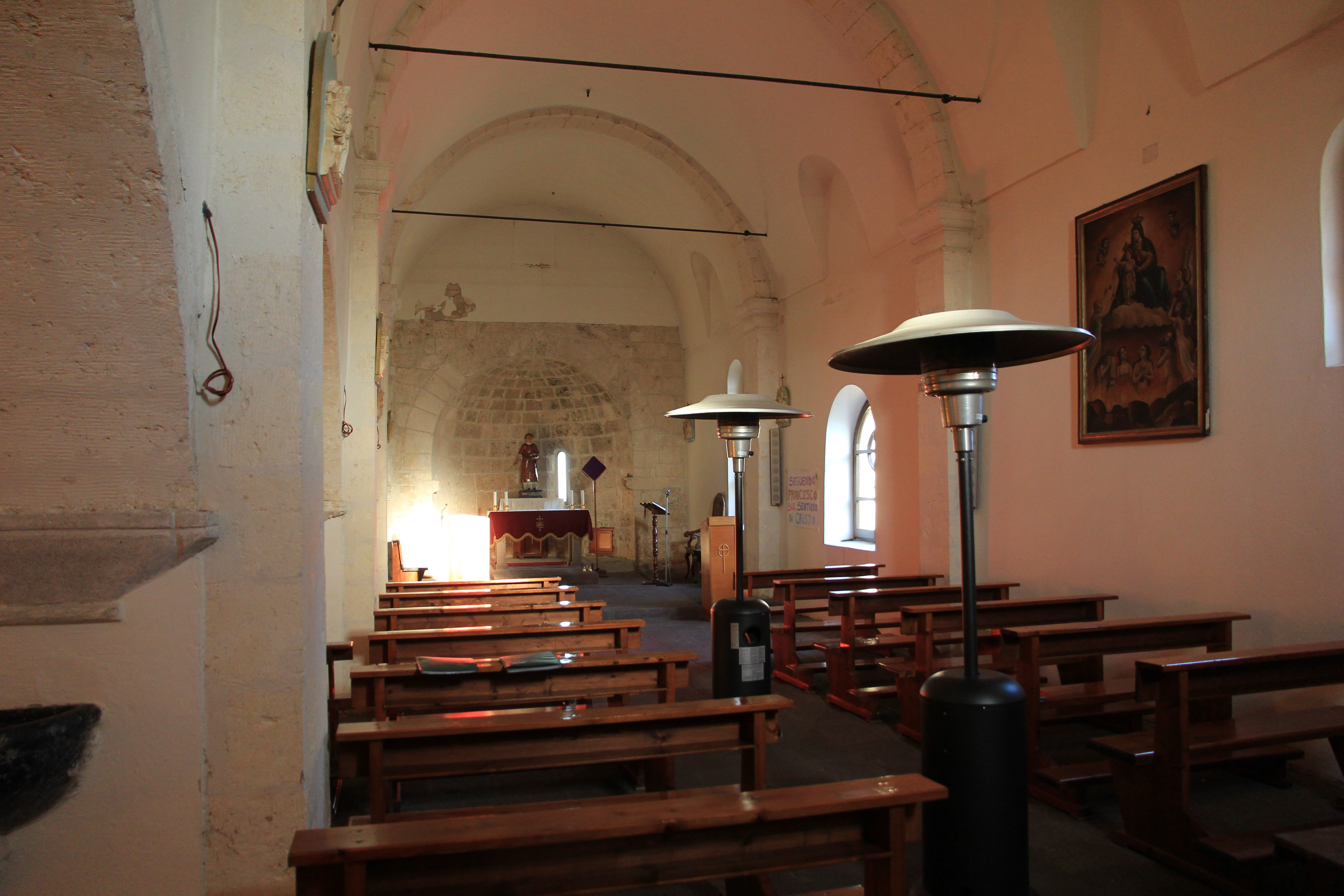
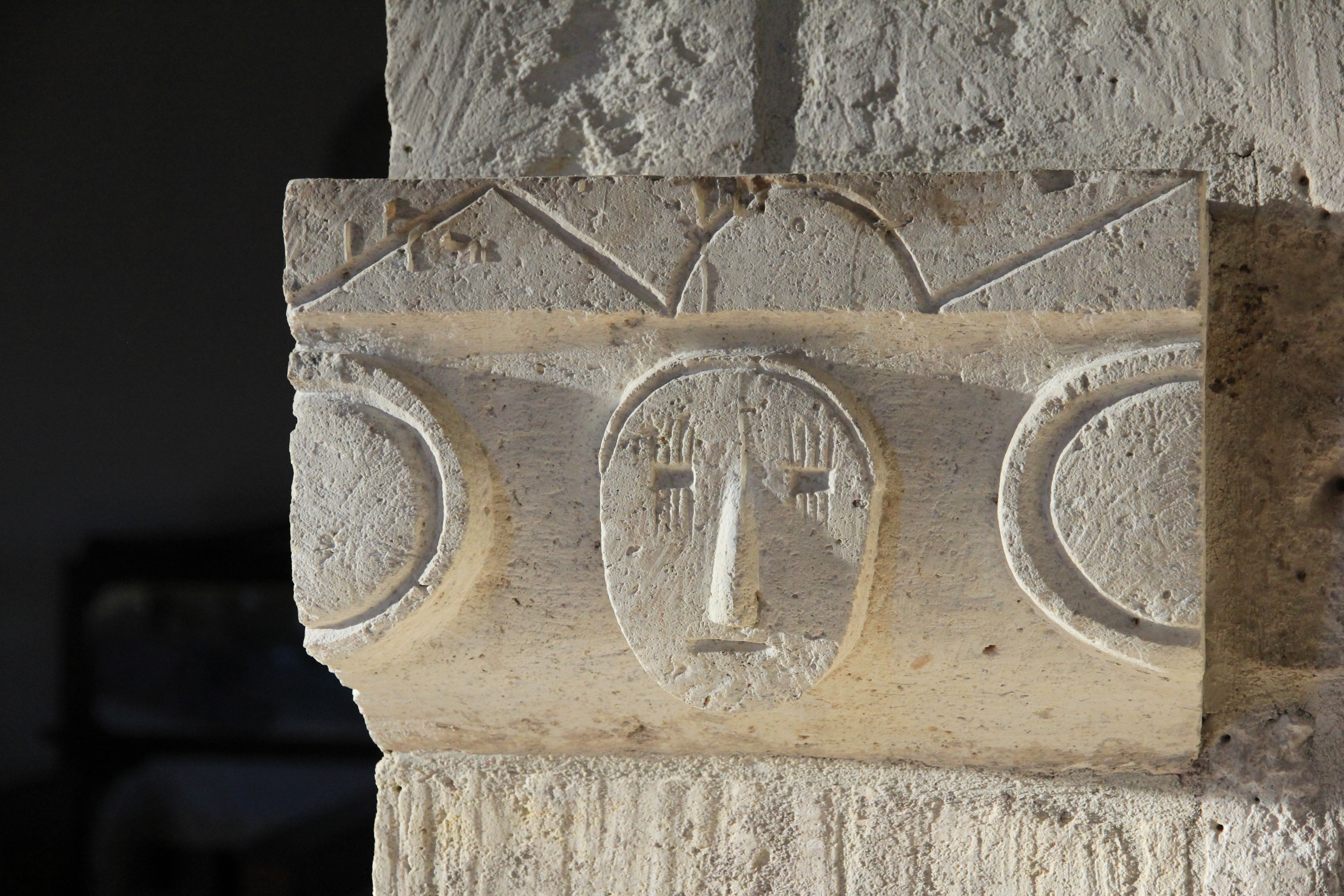
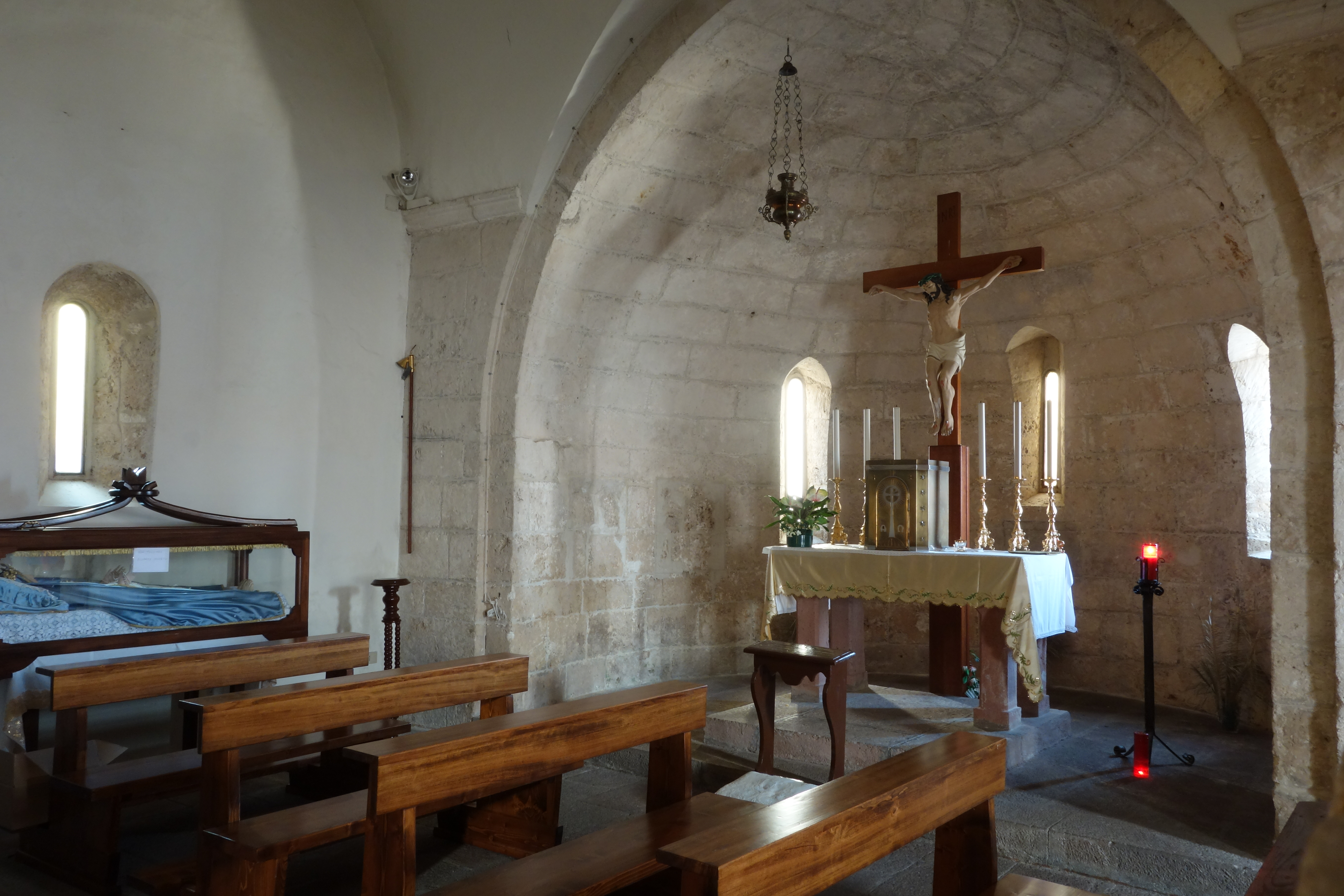